# 木曜ヒットショー
『木曜ヒットショー』（もくようヒットショー）は、1982年6月3日から同年9月23日までテレビ朝日系列局で放送されていたテレビ朝日製作の歌謡番組である。放送時間は毎週木曜 22:00 - 22:54 （日本標準時）。ステレオ放送である。

## 概要
前番組『夢のビッグスタジオ』の早期打ち切りを受けてスタートした生放送のつなぎ番組で、土居まさるとあべ静江が司会を務めていた。番組は毎回スター歌手と彼らゆかりの人物をゲストに迎え、歌手たちの知られざる素顔に触れながらヒット曲や新曲を紹介していた。

## ネット局
- テレビ朝日
- 北海道テレビ
- 秋田テレビ
- 東日本放送
- 福島放送
- 静岡けんみんテレビ（現・静岡朝日テレビ）
- 名古屋テレビ
- 朝日放送
- 瀬戸内海放送
- 広島ホームテレビ
- 九州朝日放送
- テレビ大分
- テレビ熊本
- テレビ宮崎
- 鹿児島テレビ
- 沖縄テレビ